# Marathyssa ochreiplaga
Marathyssa ochreiplaga là một loài bướm đêm trong họ Noctuidae.